# Ivan M. Linforth
Ivan Mortimer Linforth (* 15. September 1879 in San Francisco; † 15. Dezember 1976 in Berkeley) war ein US-amerikanischer Klassischer Philologe und Religionswissenschaftler.

## Leben
Linforth studierte Klassische Philologie an der University of California, Berkeley bei Isaac Flagg, wo er 1900 den Bachelorgrad und 1901 den Mastergrad erreichte. Von 1902 bis 1903 vertiefte er seine Studien als Stipendiat des Harvard Club an der Harvard University. 1905 wurde er zum Ph.D. promoviert. Im selben Jahr begann er seine akademische Laufbahn als Instructor of Greek an der University of California, Berkeley, wo er bis zu seiner Emeritierung 1949 wirkte.
Während seiner mehr als 40-jährigen Tätigkeit in Berkeley erwarb sich Linforth als Forscher und akademischer Lehrer landesweite Anerkennung. Er war Mitglied der Philological Association of the Pacific Coast (Präsident 1925/1926), der American Philological Association (Präsident 1931/1932) und der American Academy of Arts and Sciences (ab 1933). 1939/1940 war er Gastprofessor an der Princeton University (Andrew Fleming West Professor). Nach seinem Eintritt in den Ruhestand hielt er sich von 1949 bis 1950 als Fellow am Institute for Advanced Study in Princeton auf.
Linforths Forschungsarbeit war der griechischen Religion und Tragödie (Sophokles) gewidmet. Er galt als bester Kenner der Orphiker seiner Zeit und veröffentlichte das Standardwerk The Arts of Orpheus (Berkeley/Los Angeles 1941).